# Zeke a Luther
Zeke a Luther (v anglickém originále Zeke and Luther) je americký televizní seriál z produkce televizní stanice Disney Channel. Pojednává o dvou kamarádech, kteří rádi jezdí na skateboardu a celkově skateboardingem žijí. V USA se seriál vysílal od 15. června 2009 do 2. dubna 2012 na stanici Disney XD, v Česku od listopadu 2009.

## Obsazení

### Hlavní role
- Hutch Dano jako Ezechiel „Zeke“ Falcone, 16 let
- Adam Hicks jako Luthisour „Luther“ Jerome Waffles, 16 let
- Daniel Curtis Lee jako Kornelius „Kojo“ Jonesworth, 16 let
- Ryan Newman jako Ginger Falconeová, 12 let

### Vedlejší role
- Nate Hartley jako Oswald „Ozzie“ Kepphart
- David Ury jako Donald „Don“ Donaldson
- Marianne Muellerleile jako Dorothy Joanne „Nana“ Waffles
- Abigail Mavity jako Lisa Grubner

## Vysílání
| Řada | Díly | Premiéra v USA  | Premiéra v USA   | Premiéra v ČR     | Premiéra v ČR   |
| Řada | Díly | První díl       | Poslední díl     | První díl         | Poslední díl    |
| ---- | ---- | --------------- | ---------------- | ----------------- | --------------- |
| 1    | 21   | 15. června 2009 | 1. února 2010    | 7. listopadu 2009 | 30. října 2010  |
| 2    | 26   | 15. března 2010 | 6. prosince 2010 | 19. března 2011   | 28. března 2012 |
| 3    | 26   | 28. února 2011  | 2. dubna 2012    | nebylo vysíláno   | nebylo vysíláno |

## Zeke & Luther: Kámoklání
V originále Zeke and Luther Dude Feud. V těchto krátkých epizodách vystupuje Hutch Dano jako Zeke, Adam Hicks jako Luther a Nate Hartley jako Ozzie. V České republice jsou tyto krátké epizody přeloženy jako Zeke & Luther: Kámoklání. Tyto epizody byly vysílány od listopadu 2009 do léta 2010 na stanici Disney XD.

### Epizody
| Epizoda | Originální název    | Český název              | Premiéra (USA)     |
| ------- | ------------------- | ------------------------ | ------------------ |
| 1       | Meat Belt Run       | Běh o masový pás         | 10. listopadu 2009 |
| 2       | Bandagle Brawl      | Flastrová válka          | 13. listopadu 2009 |
| 3       | Fat Suit Basketball | Basket Tlusťochů         | 23. prosince 2009  |
| 4       | Spelling Bee        | Soutěž v hláskování      | 15. ledna 2010     |
| 5       | Fish Baseball       | Rybí baseball            | 21. ledna 2010     |
| 6       | Starring Contest    | Závod v Zírání           | 12. února 2010     |
| 7       | Bravery run         | Běh hanby                | 9. března 2010     |
| 8       | Red Button          | Červený knoflík          | 2. dubna 2010      |
| 9       | Skate Camp          | Tabor skateboardistů     | 23. dubna 2010     |
| 10      | Chess War           | Souboj v šachu           | 23. dubna 2010     |
| 11      | Fence Fishing       | Přesplotní Rybaření      | 23. dubna 2010     |
| 12      | Dumpster Ball       | ?                        | 23. dubna 2010     |
| 13      | Ballon Toss         | Hod balónkem             | 23. dubna 2010     |
| 14      | Bad Breath Contest  | Soutěž ve Smrdutém Dechu | 12. června 2010    |
| 15      | Lie Detector        | Detektor lži             | 23. června 2010    |